# Ikona
Ikona (grčki eikon = slika) je svetačka slika istočne Crkve. Najčešće to je slika na drvu ili platnu. Izvorno naziv se odnosio na bilo koju sliku ili prikaz, bez obzira na materijal i tehniku izvedbe (kamen, mozaik, bjelokost, kovina i sl.). 
U pravoslavnim crkvama ovaj naziv se uvriježio za prenosivu ili pomičnu sliku, vjerskog sadržaja. Najčešće to je slika na drvu ili platnu s prikazom Krista, Gospe, svetaca, mučenika, a rjeđe prikaza iz Starog i Novog zavjeta.

## Povijest
Najstarije sačuvane ikone potječu iz 6. i 7. stoljeća, a izvedene su tehnikom enkaustike i tempere na dasci rađene po uzoru na helenističke portrete. Kasnije, likovi su tipizirani i shematizirani, prikazani plošno na zlatnoj pozadini. Doživjela je procvat u 12. i 13. stoljeću u Bizantu. Otamo se proširila prvenstveno u Srbiju, Bugarsku i Rusiju.
Kriza štovanja ikona nastupila je početkom 8. stoljeća kad je dio kršćana počeo osporavati štovanje slika (ikonoklazam), pozivajući se na starozavjetnu zabranu izrađivanja likova. Drugi nicejski sabor potvrdit će 787. štovanje slika u Crkvi, što će imati osobit utjecaj na Istoku. Slikanje ikona odražava utjecaj postikonoklastičkih bizantskih slikara. Crkveni sabor u Carigradu je 842. god. odobrio slikanje ikona samo po strogim ikonografskim shemama, koje su se stoljećima ponavljale, što znatno otežava njihovo datiranje. 
 U zapadnoeuropskom slikarstvu se tijekom 12. stoljeća, uvođenjem inovacija i mijenjanjem ikonografskih shema, razvija specifičan stil religioznih slika koje se više ne mogu nazivati ikonama.

## Uloga
Ikone igraju značajniju i intimniju teološko-kultnu ulogu u istočnim crkvama nego što je to slučaj s kipovima u zapadnoj Crkvi. Obično se javno izlaže ikona sveca određenoga dana. One imaju značajno mjesto u procesijama. U liturgiji se ikonama Isusa i Marije iskazuje osobita čast i štovanje. U crkvama bizantskoga obreda posebnu liturgijsku ulogi ima ikonostas.
Važno je istaknuti uzročno - posljedičnu vezu između teološkog ( dogmatskog ) i simboličkog značenja ikone, odnosno naglasiti da mogućnost njenog simboličkog poimanja i razumijevanja proizlazi iz njene teološke određenosti. Ili, najtočnije rečeno, prepričavajući pouku sv. Ivana Damaščanskog - shvatiti da klanjanje ( poklonjenje ) ikoni u njenoj tvarnoj pojavnosti ne znači i kroz nju, klanjanje ( poklonjenje ) Gospodinu, nego da je ikona samo posrednik, simbolički prijenosnik, našeg poklonjenja Bogu Ocu i Njegovim svetima. Izražavanje časti ( počasti ) ikoni je simbolički čin spoznaje da je kroz nju, ikonu, Gospodin stvarno prisutan i da se, zapravo, sva počast odaje Njemu, sveprisutnom i vječnom.

## Odlike
Postoje različiti stilovi ikona, premda one u osnovi slijede drevne kanone, koji određuju sve, od načina kako slikar (točnije: ikonopisac) pristupa svome djelu, preko načina nanošenja boje, do samog izbora boje. Pod bizantskim utjecajem razvile su se mnoge škole u Grčkoj (atoska, kretska), Rusiji (od kojih se ističu novgorodska i moskovska), Srbiji i Makedoniji (hilandarska, ohridska). U Dalmaciji i Istri posebnu cjelinu tvore ikone tzv. Kretsko-venecijanske škole. Izrada ikona od 16. stoljeća, osobito u slavenskim zemljama, pokazuje utjecaj baroka sa zapada. Jovan Četirević Grabovan smatra se jednim od majstora pravoslavnog ikonostasnog slikarstva. Oslikao je mnoge pravoslavne crkve u Hrvatskoj, Srbiji, Mađarskoj i Albaniji.
Ikone na kojima su naslikane samo lica i ruke često se umeću u tzv. “okove” od plemenitih kovina, na kojima su u reljefu prikazani dijelovi odjeće, aureola i ornamenti.

## Galerija
| Portal:Kršćanstvo | Portal: Kršćanstvo |

- Gospa Częstochowska, po legendi naslikao ju je sv. Luka, najznačajnija je ikona poljskog naroda.
- Gospa s Djetetom, sv. Jurjem i Teodorom, enkaustika na dasci, oko 600. godine.
- Vladimirska Gospa, 12. stoljeće, Moskva, najznačajnija ikona ruskog naroda.
- Navještenje' iz crkve sv. Klimenta u Ohridu, Makedonija, prva polovica 14. stoljeća.
- Arkanđeo Gabrijel, bizantska ikona iz 14. stoljeća, Galerija Tretjakov, Moskva.
- Sveti Ivan Krstitelj, makedonska ikona iz 14.-15 stoljeća.
- Andrej Rubljev, Sveto Trojstvo (Anđeli kod Mamre), oko 1420., moskovska škola.
- Gospa Trojeručica samostan Hilandar, najznačajnija ikona Svete Gore i srpskog naroda.

## Poveznice
- Ikonostas
- Bizantska umjetnost
- Ruske ikone
- Kamene ikone
- Ikona Kraljice Franjevačke obitelji
- Ikona Majke Božje Klokočovske